# مسابقات تیراندازی قهرمانی جوانان جهان
مسابقات جهانی جوانان ISSF توسط فدراسیون بین‌المللی ورزش تیراندازی در سال ۲۰۱۷ معرفی شد. این شامل انواع رویدادهای المپیک و غیر المپیک در تفنگ، تپانچه و تراپ، با رویدادهای فردی و تیمی است.
ISSF یک «جوان» را به عنوان یک ورزشکار زیر ۲۱ سال در ۳۱ دسامبر سال مسابقه تعریف می‌کند.

## مسابقات قهرمانی
| عدد | سال  | محل        | کشور با رتبه برتر |
| --- | ---- | ---------- | ----------------- |
| 1   | ۲۰۱۷ | مسکو (RUS) | چین               |
| 2   | ۲۰۲۱ | لیما (PER) | هند               |

## رویدادها
رویدادهای زیر در حال حاضر در مسابقات قهرمانی جوانان جهان به نمایش گذاشته می‌شوند:
تفنگ
- تفنگ بادی ۱۰ متر (I, T, X)
- تفنگ درازکش ۵۰ متر (I)
- تفنگ سه وضعیت ۵۰ متر (I, T، X)

تپانچه
- تپانچه بادی ۱۰ متر (I, T, X)
- تپانچه ۲۵ متر(I, T)
- تپانچه آتش سریع ۲۵ متر (I, T, X)

تراپ
- تراپ (I, T، X)
- اسکیت (I, T، X)

I = فردی T = تیم X = تیم مختلط
رویدادهای زیر نیز در نسخه‌های قبلی مورد رقابت قرار گرفتند:
تفنگ
- تفنگ درازکش ۵۰ متر (T)

تپانچه
- تپانچه استاندارد ۲۵ متر (I, T)
- تپانچه ۵۰ متر (I, T)

تراپ
- تراپ دوتایی (I, T)